# Mozková hemisféra

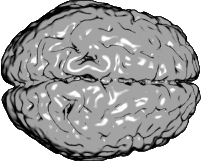
Hemisféry lidského mozku

Na hemisférých se nachází řada specializovaných laloků (každý s jistou funkcí), zde jsou vyznačeny barevně

Hemisféra (též cerebrum) je párová struktura koncového mozku obratlovců. U některých nižších obratlovců jsou hemisféry tvořeny především jádry šedé hmoty, u jiných obratlovců se objevuje na povrchu mozková kůra.

## Srovnávací anatomie
Už kruhoústí, tedy mihule a sliznatky, mají jednoduché hemisféry, ale ještě u paryb a ryb jsou nepatrných rozměrů. U plazů však již dosahují hemisféry takových rozměrů, že se vydouvají všemi směry a překrývají jiné části mozku (jako je mezimozek). V náznacích se u nich někdy objevuje neokortex, šedá kůra mozková. U ptáků (i u příbuzných krokodýlů) také dochází k rozvoji hemisfér koncového mozku, které již obsahují sluchová a zraková centra. U savců se v hemisférách nachází mimo smyslová centra také ústředí vědomých pohybů, emocí, myšlení i paměti. Většina z nich sídlí ve velkém mozku tvořeném neokortexem, která pokrývá koncový mozek a způsobuje výrazné zvětšování hemisfér. Naopak bazální ganglia se zanořují dovnitř hemisfér a vytváří zde např. tzv. corpus striatum. Komunikaci mezi polokoulemi zajišťuje kalózní těleso.

## Lidské hemisféry
U člověka jsou hemisféry relativně dobře patrné již v pátém týdnu embryonálního vývoje jako dvě laterální výchlipky koncového mozku. Člověk patří k živočichům gyrencefalním, což znamená, že povrch koncového mozku (resp. hemisfér) je zprohýbán do mozkových závitů - gyrů. Proto mozková kůra tvoří hlavní součást hemisfér. Dalšími strukturami jsou striatum a amygdala.